# بولندا في العصور القديمة

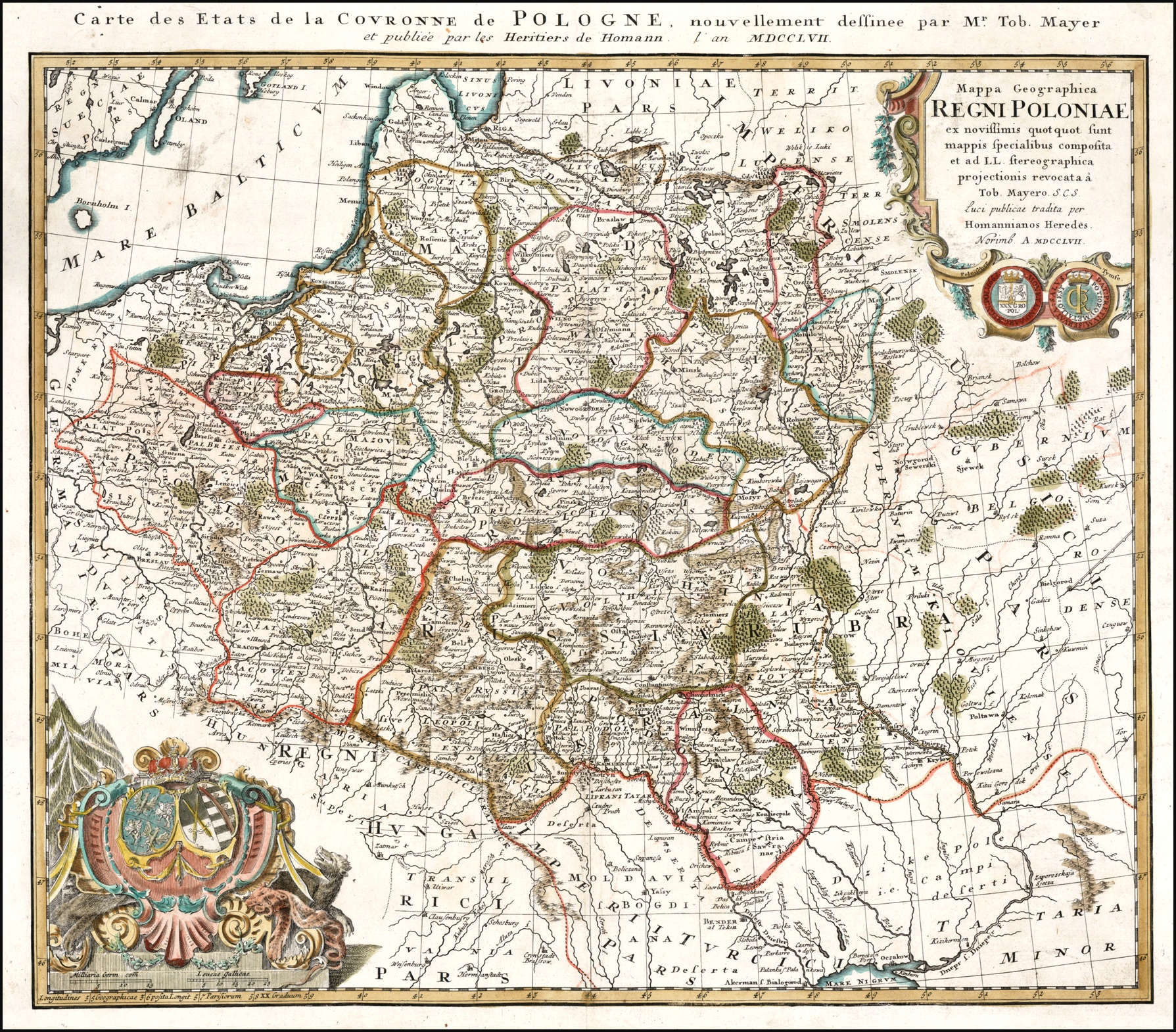

سادت بولندا في العصور القديمة شعوب تنتمي إلى العديد من الحضارات الأثرية التي عاشت وهاجرت عبر أجزاء مختلفة من الأراضي التي تشكل الآن بولندا في فترة زمنية تمتد من نحو 400 قبل الميلاد إلى 450-500 م. تعرف هذه الشعوب على أنها قبائل سلافية وكلت وجرمان وبلطيق وتراقيون وآفار وسكوثيون. أما المجموعات الأخرى، التي يصعب تحديد هويتها، فهي حاضرة أيضًا على الأرجح، نظرًا إلى أن التكوين الإثني للحضارات الأثرية غير معترف به كثيرًا. نجحت العديد من هذه الشعوب بتطوير حضارة مادية متقدمة وتنظيمات اجتماعية، على الرغم من افتقارهم لاستخدام اللغة المكتوبة، مثلما يتضح من السجل الأثري، على سبيل المثال يُحكم عليهم من خلال وجود مقابر أميرية للسلالات مجهزة بطريقة مترفة. كان من مميزات تلك الفترة ارتفاع معدل الهجرة الجغرافية لمجموعات كبيرة من الناس، بشكل يُماثل معدلات هجرة الشعوب اليوم. وتتناول هذه المقالة استمرار العصر الحديدي، وفترات حضارة لاتين والتأثير الروماني والهجرة. وتنقسم فترة حضارة لاتين إلى: لاتين إيه من 450 إلى 400 ق.م، ولاتين بي من 400 إلى 250 ق.م، ولاتين سي من 250 إلى 150 ق.م، ولاتين دي من 150 إلى نهاية التأريخ قبل الميلادي. وتعتبر الفترة من 400 إلى 200 ق.م المرحلة المبكرة ما قبل الرومانية، ومن 200 إلى 0 ق.م المرحلة الأصغر ما قبل الرومانية (إيه). وأعقب ذلك فترة التأثير الروماني، والتي استمرت المرحلة المبكرة منها من 0 إلى 150 م (0 – 80 بي 1، 80 – 150 بي 2)، والمرحلة المتأخرة من 150 إلى 375 م (150 – 250 سي 1، 250 – 300 سي 2، 300 – 375 سي 3). وتضمنت الفترة من 375 إلى 500 م عصر الهجرات (دي وإي) (قبل السلافية).
أسست شعوب الكلت عددًا من مراكز الاستيطان، بداية من أوائل القرن الرابع قبل الميلاد، ويقع معظمها جنوب بولندا الحالية، والتي كانت على الحد الخارجي لتوسعهم. من خلال اقتصادهم المتقدم وحرفهم، مارسوا تأثيرًا ثقافيًا دائمًا لا يتناسب مع أعدادهم الصغيرة في المنطقة.
توسعت الشعوب الجرمانية خارج موطنها في إسكندنافيا وشمال ألمانيا، وعاشت في بولندا لعدة قرون، وخلال هذه الفترة هاجرت العديد من قبائلهم أيضًا في الاتجاهين الجنوبي والشرقي (حضارة فيلبارك). ومع توسع الإمبراطورية الرومانية، أصبحت القبائل الجرمانية تحت التأثير الثقافي الروماني. وحُفظت بعض الملاحظات الكتابية لمؤلفين رومان تتصل بالتطورات في الأراضي البولندية؛ والتي توفر رؤية إضافية عند مقارنتها مع السجل الأثري. في النهاية، بينما كانت الإمبراطورية الرومانية على وشك الانهيار، دمرت شعوب الرحل التي كانت تشن الغزوات من الشرق الحضارات والمجتمعات الجرمانية المختلفة، لذا غادرت الشعوب الجرمانية أوروبا الوسطى والشرقية باتجاه الأجزاء الغربية والجنوبية من القارة الأوروبية التي كانت أكثر أمانًا وثراءً.
سكنت قبائل البلطيق الزاوية الشمالية الشرقية من أراضي بولندا المعاصرة وما زالوا يقطنونها. كانوا خارج حدود التأثير الثقافي الكبير للإمبراطورية الرومانية.

## شعوب الكلت

### الحضارات الأثرية والمجموعات
استقرت أولى شعوب الكلت في بولندا، قادمةً من بوهيميا ومورافيا، نحو عام 400 قبل الميلاد أو بعده، وبعد عدة عقود من ذلك ولدت حضارة لاتين الخاصة بهم. شكلوا العديد من الجيوب في الجزء الجنوبي من البلاد، ضمن تجمعات السكان البوميرانيين أو اللوساتيين أو في المناطق التي هجرها هؤلاء السكان. استمر وجود الحضارات أو المجموعات الكلتية، أو التي كانت تحتوي عناصر كلتية (خليطة بين الكلت والسكان الأصليين)، إلى 170 ميلادي (حضارة بوخوف). وبعد انتقال الكلتيين، وخلال فترة وجودهم (ظلوا دائمًا أقلية صغيرة)، بدأ الجزء الأكبر من السكان باكتساب سمات الحضارات الأثرية ذات الطابع الجرماني السائد. أما في أوروبا، كبح الامتداد الروماني والضغط الجرماني توسع الكلت وجعله عكسيًا.
في البداية، استقرت مجموعتان على أرض خصبة في سيليزيا: واحدة على الضفة اليسرى لنهر أودر جنوب فروتسواف، في المنطقة التي تضم جبل شلينزا، وواحدة حول مرتفعات وبشيتزيه؛ بقيت المجموعتان ضمن منطقتهما خلال الفترة 400-120 قبل الميلاد. اكتُشفت مواقع دفن وغيرها من مواقع الكلت المهمة في مقاطعة وبشيتزيه في كيتر وبالقرب من نوفا سيريكفيا. في النهاية اندمجت مجموعة شلينزا ضمن السكان المحليين، في حين أن مجموعة وبشيتزيه هاجرت على ما يبدو باتجاه الجنوب. تشمل الاكتشافات الحديثة مستوطنات كلتية في مقاطعة فروتسواف، حيث عثر على قبر محفوظ بطريقة جيدة يعود للقرن الثالث قبل الميلاد وهو لامرأة ترتدي أساور ودبابيس وخواتم وسلاسل مصنوعة من البرونز والحديد.
خلال مئة عام أخرى أو أكثر، وصلت مجموعتان واستقرتا في حوض نهر سان الأعلى (270-170 قبل الميلاد) ومنطقة كراكوف. طورت المجموعة الأخيرة، جنبًا إلى جنب مع السكان المحليين، خصائص حضارة برزيورسك، لتتشكل مجموعة تينيتس المختلطة، التي وجدت 270-30 قبل الميلاد. ظهرت مجموعة تينيتس على وجه الخصوص نحو 80-70 قبل الميلاد، بسبب ازدياد الكلت في المستوطنات، إذ نزحوا على يد الداقيين من سلوفاكيا. في القرن الأول قبل الميلاد، استقرت مجموعة صغيرة أخرى شمالًا في كويافيا. أخيرًا، كانت هناك حضارة بوخوف المختلطة التي استمرت زمنًا طويلًا (270 ق.م. - 170 م)، والتي ترتبط بشعب غوتيني الكلتي وفقًا للمصادر الرومانية، والتي ضمت شمالًا أجزاء من سلسلة جبال بيسكيد وحتى منطقة كراكوف.

### الاقتصاد والحرف، والتجارة والاتصالات، والفن
عمل الكلتيون في الزراعة بصورة أكثر تطورًا وفضلوا الأراضي الخصبة؛ أحضروا معهم الاختراعات ونشروها، بما في ذلك مجموعة متنوعة من الأدوات، والإنجازات الأخرى لحضارة لاتين. استخدم مزارعو الكلت المحراث ذا الأجزاء الحديدية وخصبوا الحقول بالسماد الحيواني. وتألفت الماشية من السلالات المهجنة (اصطفاء اصطناعي)، وخاصة الأغنام والأبقار الكبيرة. كان للرحى التي اخترعوها حجر سفلي ثابت وواحد علوي يدور بواسطة مقبض. وكانوا أيضًا مسؤولين عن صنع أول أفران حديدية. استخرجوا الحديد بكميات أكبر من خامات التربة المتاحة محليًا؛ وطوروا تعدينه ومعالجته، ما أدى إلى تصنيع أدوات وأسلحة أقوى وأكثر مقاومة. واستخدمت محلات السيراميك عجلة الفخار الذي أصبح يُنتج بدقة عالية (خاصة لدى مجموعة تينيتس)، وصنعوا أوانٍ مطلية رقيقة الجدران ومشوية، وكانت من الأفضل في أوروبا. واستخدمت الأفران ذات القبة المستوية، لتوضع الأواني فيها على رف طيني مثقب، والموقد تحتها. مثلما صنعوا الزجاج والمينا المزجج، بالإضافة إلى الذهب والأحجار شبه الكريمة من أجل المجوهرات.
حافظت المجتمعات الكلتية على اتصالات تجارية واسعة مع المدن اليونانية وإتروريا ثم روما. وعملوا في تجارة الكهرمان، التي امتد طريقها بين بحر البلطيق والبحر الأدرياتيكي، وكان يُعمل على الكهرمان ضمن المتاجر المحلية. وسكوا العملات المعدنية واستخدموها (مصنوعة من الذهب والفضة بالإضافة إلى المعادن الشائعة الأخرى) حول كراكوف في القرن الأول قبل الميلاد وفي أماكن أخرى. اكتشف كنز كامل من القطع النقدية الكلتية في غورزوف بالقرب من أشفنشم. وجد الفن الكلتي الأصلي في عدد من الزخرفات، حيث استخدمت زخارف المجسمات والنباتات والحيوانات. تبنى السكان المحليون انجازات الكلت المتعددة، ولكن كانوا يتأخرون في ذلك بشكل ملحوظ.